# Jean-Pierre Duval (homme politique)
Pour les articles homonymes, voir Jean-Pierre Duval, Duval et préfet Duval.
Jean-Pierre Duval, né le 20 février 1754 à Rouen, mort le 23 août 1817 à Paris dans l'ancien 11e arrondissement, est un homme politique de la Révolution française. 

## Biographie
En 1778, Jean-Pierre Duval devient avocat au parlement de Normandie. 
En septembre 1792,  « greffier du bureau central des juges de paix à Rouen », Duval est élu député du département de la Seine-Inférieure, le sixième sur seize, à la Convention nationale. Lors du procès de Louis XVI, il vote la détention et le bannissement à la paix, et se prononce en faveur de l'appel au peuple et du sursis à l'exécution. Il ne participe ni au scrutin sur la mise en accusation de Jean-Paul Marat en avril 1793, ni au scrutin sur le rétablissement de la Commission des Douze en mai de la même année. 
Ensuite, sous le Directoire, il siégea du 17 octobre 1795 au 15 mai 1797 au Conseil des Cinq-Cents, encore pour la Seine-Inférieure. Il fut ministre de la Police du 29 octobre 1798 au 23 juin 1799. 
Lors du Consulat, il siégea, toujours pour la Seine-Inférieure au Corps législatif du 25 décembre 1799 au 1er juillet 1803, institution qu'il présida du 21 janvier au 5 février 1800.
Le 12 pluviôse an XIII (1er février 1805) il fut nommé préfet des Basses-Alpes , en poste à Digne où il siégea de 1805 à mars 1815. Il est confirmé à ce poste lors de la Première Restauration ainsi qu’au début des Cent-Jours. Au retour de Napoléon, début mars 1815, il n'organise pas une défense armée à Sisteron, qu'il juge impossible, mais il s'empresse de ménager les deux camps (du roi Louis XVIII et de l'empereur). Il est nommé alors le 6 avril 1815 par l'empereur (toujours pendant les Cent-Jours), à la préfecture de la Charente, poste dont il est destitué en juillet 1815 (Seconde Restauration).
Duval meurt en 1817, éloigné des affaires publiques, dans une propriété qu'il possédait près de Poitiers.